# Lennart Grill
Lennart Grill (Idar-Oberstein, 25 gennaio 1999) è un calciatore tedesco, portiere della Dinamo Dresda.

## Carriera
Cresciuto nel settore giovanile del Magonza, nel 2016 viene acquistato dal Kaiserslautern che lo aggrega inizialmente alla propria seconda squadra; nel settembre 2018 viene promosso in prima squadra inizialmente come portiere di riserva, ma nel gennaio 2019 riesce a conquistarsi il ruolo di titolare debuttando con il club biancorosso nel match vinto 2-0 contro il Sonnenhof G..
L'8 marzo seguente viene acquistato dal Bayer Leverkusen a partire dalla stagione 2020-2021; nelle aspirine viene designato come terzo portiere, ma a causa di un infortunio accordo a Lukáš Hrádecký e ad alcuni errori del suo sostituto Niklas Lomb il 2 febbraio 2021 debutta in Bundesliga in occasione del match perso 2-1 contro il Friburgo sorpassando quest'ultimo nelle gerarchie.
Il 30 agosto 2021 passa con la formula del prestito ai norvegesi del Brann, fino al successivo 31 dicembre.
Alla fine dell'esperienza in Norvegia fa ritorno al Bayer, con cui disputa gli ultimi 6 mesi di campionato, per poi venire ceduto nuovamente in prestito il 16 giugno 2022 all'Union Berlino.

## Statistiche
Statistiche aggiornate al 21 marzo 2021.

### Presenze e reti nei club
| Stagione                | Squadra                 | Campionato              | Campionato | Campionato | Coppe nazionali | Coppe nazionali | Coppe nazionali | Coppe continentali | Coppe continentali | Coppe continentali | Altre coppe | Altre coppe | Altre coppe | Totale | Totale | Totale |
| Stagione                | Squadra                 | Comp                    | Pres       | Reti       | Comp            | Pres            | Reti            | Comp               | Pres               | Reti               | Comp        | Pres        | Reti        | Pres   | Reti   |        |
| ----------------------- | ----------------------- | ----------------------- | ---------- | ---------- | --------------- | --------------- | --------------- | ------------------ | ------------------ | ------------------ | ----------- | ----------- | ----------- | ------ | ------ | ------ |
| 2016-2017               | Kaiserslautern II       | RL                      | 4          | -6         |                 | -               | -               |                    | -                  | -                  |             | -           | -           | 4      | -6     |        |
| 2018-2019               | Kaiserslautern          | 3L                      | 18         | -20        | CG              | 0               | 0               |                    | -                  | -                  |             | -           | -           | 18     | -20    |        |
| 2019-2020               | Kaiserslautern          | 3L                      | 33         | -51        | CG              | 3               | -7              |                    | -                  | -                  |             | -           | -           | 36     | -58    |        |
| 2020-2021               | Bayer Leverkusen        | BL                      | 4          | -7         | CG              | 0               | 0               | UEL                | 0                  | 0                  |             | -           | -           | 4      | -7     |        |
| ago.-dic. 2021          | Brann                   | ES                      | 13+1       | -20+-4     | CN              | 1               | 0               |                    | -                  | -                  |             | -           | -           | 15     | -24    |        |
| gen.-giu. 2021          | Bayer Leverkusen        | BL                      | 4          | -7         | CG              | 0               | 0               | UEL                | 0                  | 0                  |             | -           | -           | 4      | -7     |        |
| 2021-2022               | Bayer Leverkusen        | BL                      | 1          | -2         | CG              | 0               | 0               | UEL                | 0                  | 0                  |             | -           | -           | 1      | -2     |        |
| Totale Bayer Leverkusen | Totale Bayer Leverkusen | Totale Bayer Leverkusen | 9          | -16        |                 | 0               | 0               |                    | 0                  | 0                  |             | -           | -           | 9      | -16    |        |
| 2022-2023               | Union Berlino           | BL                      | 5          | -11        | CG              | 2               | -2              | UEL                | 1                  | 0                  |             | -           | -           | 8      | -13    |        |
| Totale carriera         | Totale carriera         | Totale carriera         | 83         | -128       |                 | 6               | -9              |                    | 1                  | 0                  |             | -           | -           | 90     | -137   |        |

### Cronologia presenze e reti in nazionale
| Cronologia completa delle presenze e delle reti in nazionale ― Germania under 21 | Cronologia completa delle presenze e delle reti in nazionale ― Germania under 21 | Cronologia completa delle presenze e delle reti in nazionale ― Germania under 21 | Cronologia completa delle presenze e delle reti in nazionale ― Germania under 21 | Cronologia completa delle presenze e delle reti in nazionale ― Germania under 21 | Cronologia completa delle presenze e delle reti in nazionale ― Germania under 21 | Cronologia completa delle presenze e delle reti in nazionale ― Germania under 21 | Cronologia completa delle presenze e delle reti in nazionale ― Germania under 21 |
| Data                                                                             | Città                                                                            | In casa                                                                          | Risultato                                                                        | Ospiti                                                                           | Competizione                                                                     | Reti                                                                             | Note                                                                             |
| -------------------------------------------------------------------------------- | -------------------------------------------------------------------------------- | -------------------------------------------------------------------------------- | -------------------------------------------------------------------------------- | -------------------------------------------------------------------------------- | -------------------------------------------------------------------------------- | -------------------------------------------------------------------------------- | -------------------------------------------------------------------------------- |
| 5-5-2019                                                                         | Zwickau                                                                          | Germania under 21                                                                | 2 – 0                                                                            | Grecia under 21                                                                  | Amichevole                                                                       | -                                                                                | 46’                                                                              |
| 10-10-2019                                                                       | Cordova                                                                          | Spagna under 21                                                                  | 2 – 1                                                                            | Germania under 21                                                                | Amichevole                                                                       | -                                                                                | 46’                                                                              |
| 3-9-2020                                                                         | Wiesbaden                                                                        | Germania under 21                                                                | 4 – 1                                                                            | Moldavia under 21                                                                | Qual. Europeo Under-21 2021                                                      | -1                                                                               |                                                                                  |
| 8-9-2020                                                                         | Lovanio                                                                          | Belgio under 21                                                                  | 4 – 1                                                                            | Germania under 21                                                                | Qual. Europeo Under-21 2021                                                      | -4                                                                               |                                                                                  |
| 9-10-2020                                                                        | Chișinău                                                                         | Moldavia under 21                                                                | 5 – 0                                                                            | Germania under 21                                                                | Qual. Europeo Under-21 2021                                                      | -                                                                                |                                                                                  |
| 13-10-2020                                                                       | Fürth                                                                            | Germania under 21                                                                | 1 – 0                                                                            | Bosnia ed Erzegovina under 21                                                    | Qual. Europeo Under-21 2021                                                      | -                                                                                |                                                                                  |
| 12-11-2020                                                                       | Braunschweig                                                                     | Germania under 21                                                                | 1 – 1                                                                            | Slovenia under 21                                                                | Amichevole                                                                       | -                                                                                | 46’                                                                              |
| Totale                                                                           |                                                                                  | Presenze                                                                         | 7                                                                                |                                                                                  | Reti                                                                             | -5                                                                               |                                                                                  |

## Palmarès

### Nazionale
- Campionato d'Europa Under-21: 1

Ungheria/Slovenia 2021